# Necrosi

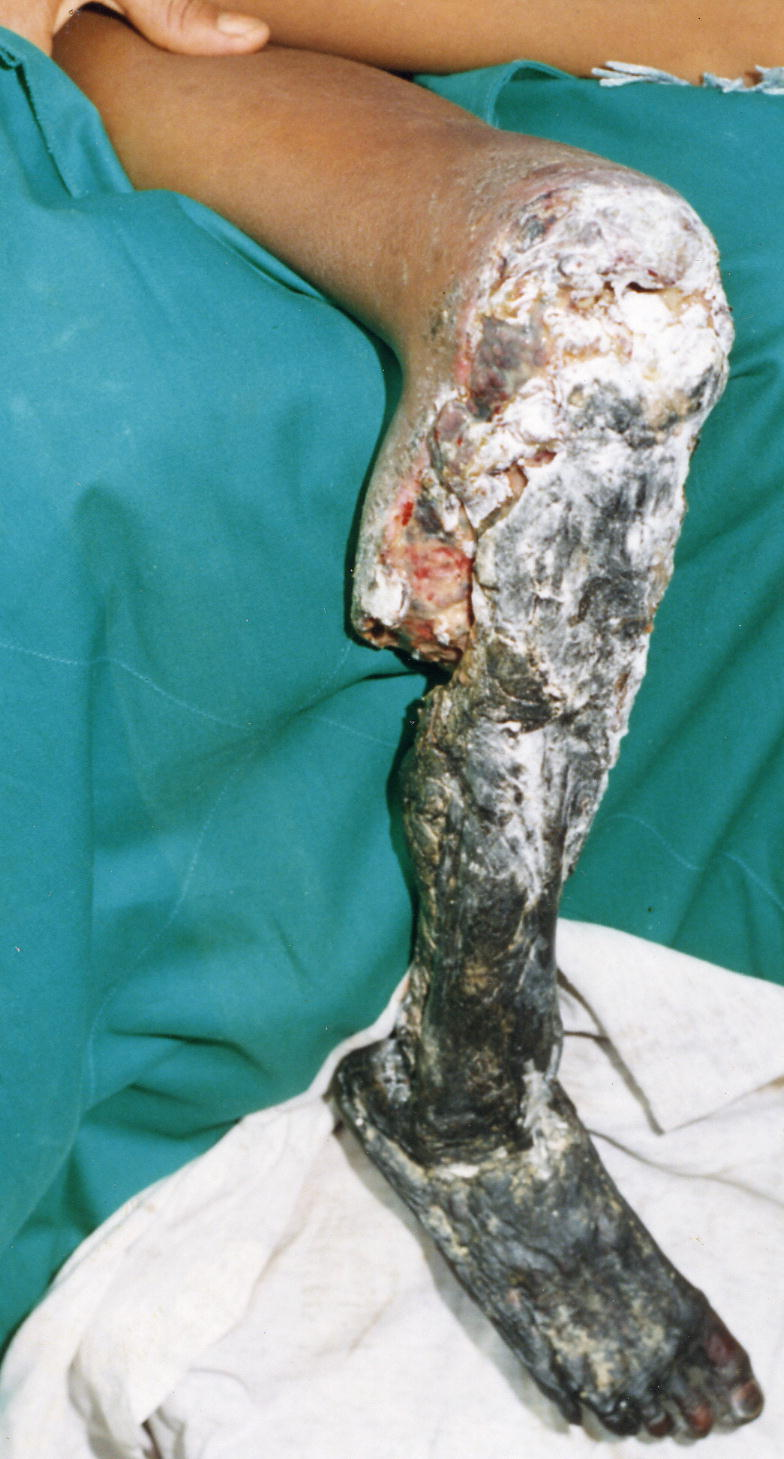
Necrosi del teixit com a conseqüència d'una mossegada de serp a l'Equador que ha estat tractada només amb antibiòtics.

La necrosi (del grec: adjectiu Νεκρός. Pronunciació aproximada: nekrós. Significat: cadàver, mort) és la mort patològica d'una o diverses cèl·lules o de qualsevol teixit de l'organisme, provocada per un agent nociu que ha provocat una lesió tan greu que no es pot reparar o curar. En són exemples: l'aportació insuficient de sang al teixit o isquèmia, un traumatisme, l'exposició a radiacions ionitzants, l'acció de toxines, i substàncies químiques nocives o tòxiques, una infecció, o el desenvolupament d'una malaltia autoimmunitària. Un cop s'ha produït i desenvolupat, la necrosi és irreversible.

## Lesió cel·lular
La cèl·lula té una capacitat extraordinària d'adaptació. Quan un agent extern o intern altera en gran part la seva estructura morfològica (i/o la seva funció) i sobrepassa el límits de dita adaptabilitat, sorgeix la lesió cel·lular que pot ser reversible o irreversible.

### Etiologia de les lesions necròtiques
Les causes de la necrosi són molt diverses: isquèmia i hipòxia, iatrogènia, traumatisme, avitaminosi, addicció a la cocaïna, consum de metilendioximetanfetamina o dels seus derivats, productes químics, cetoacidosi diabètica, arteriolopatia urèmica calcificant (calcifilaxi), intoxicació per bolets, intoxicació per diòxid de carboni, picades de serps i d'aranyes verinoses, contacte amb secrecions cutànies d'alguns amfibis, mossegades d'escolopendres i de formigues de l'espècie Solenopsis invicta, reaccions adverses a determinats fàrmacs usats per tractar la hipertensió portal o prevenir les trombosis venoses. agents infecciosos, trastorns per excés de calor o fred, radiacions ionitzants, úlceres per pressió, agents immunitaris o alteracions genètiques.

### Adaptació cel·lular
Davant diversos estímuls la cèl·lula experimenta uns canvis que li serveixen per adequar-se a la situació. Aquests canvis són:
- Atròfia: Disminució de la mida de l'òrgan per una estimulació deficient (és el que passa, per exemple, a un múscul d'alguna extremitat que ha estat immobilitzada durant un temps).[33]
- Hipertròfia: Situació contrària a l'atròfia, en què l'òrgan augmenta la seva mida per una sobreestimulació;[34] aquesta hipertròfia deriva d'un augment de la mida de les cèl·lules que formen el teixit i no d'un augment del nombre de cèl·lules. La hipertròfia pot ser fisiològica (músculs d'un atleta)[35] o patològica.[36]
- Hiperplàsia: En aquest cas hi ha un augment del nombre de les cèl·lules en un òrgan, fent que augmenti així la seva mida, també pot ser el resultat d'un procés fisiològic (augment de la mida dels pits durant l'embaràs i la lactància)[37] o d'un procés patològic (augment cel·lular de l'endometri per estimulació hormonal excessiva derivada de l'existència d'un tumor ovàric).[38]
- Metaplàsia: És el canvi d'un teixit per un altre, generat per molts tipus d'agressions, com ara la inflamació crònica.[39] Un cas freqüent és la metaplàsia de l'epiteli bronquial en les persones fumadores. El teixit epitelial es modifica per adaptar-se a l'agressió que suposa el fum de tabac (canvia la seva morfologia cilíndrica normal a l'escatosa).[40] El risc de la metaplàsia és què el teixit afectat es fa molt més susceptible de malignització.[41] Eventualment, la metaplàsia és una anomalia tissular reversible eliminant la seva causa específica.[42]

### Mort cel·lular

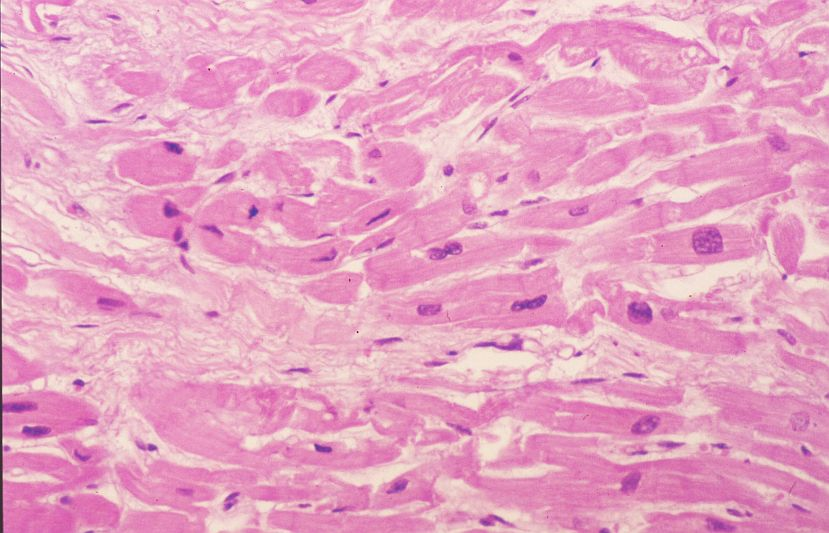
Picnosi, cariorrexi i cariòlisi miocardiocitària. Microscopi òptic. 250X. Tinció d'HE.

Quan tots els mecanismes d'adaptació i de resistència s'han esgotat sobrevé la mort cel·lular. Fonamentalment, la cèl·lula pot morir per dos mecanismes diferents:
- Necrosi:[44] Es produeix per lesió aguda de la cèl·lula en condicions patològiques, és a dir, deriva d'alguna situació no fisiològica que produeix la mort cel·lular. És un procés pasiu que no requereix la síntesi de novo de proteïnes i que necessita una mínima quantitat d'energia.[45] La necrosi es caracteritza per la seva violència, la cèl·lula es trenca i allibera a l'exterior substàncies que són perjudicials per al teixit en què es troba.[46] Els canvis nuclears típics d'una cèl·lula necròtica són: la picnosi,[47] la cariorrexi[48] i la cariòlisi.[49] Depenent del mecanisme causant de la lesió existeixen diversos tipus de necrosis:[50]
  - Necrosi coagulativa: Es produeix a causa de la isquèmia tissular que genera una coagulació de les proteïnes intracel·lulars, que fa inviable la supervivència de les cèl·lules afectades (tal com ocorre, per exemple, en l'infart agut de miocardi).[51] La zona de la necrosi és substituïda per un teixit fibrós.[52] També pot ser originada per un ampli ventall de càncers.[53]Necrosi coagulativa (en bandes de contracció) a un miocardi. Microscopi òptic. 300X. Tinció d'HE.

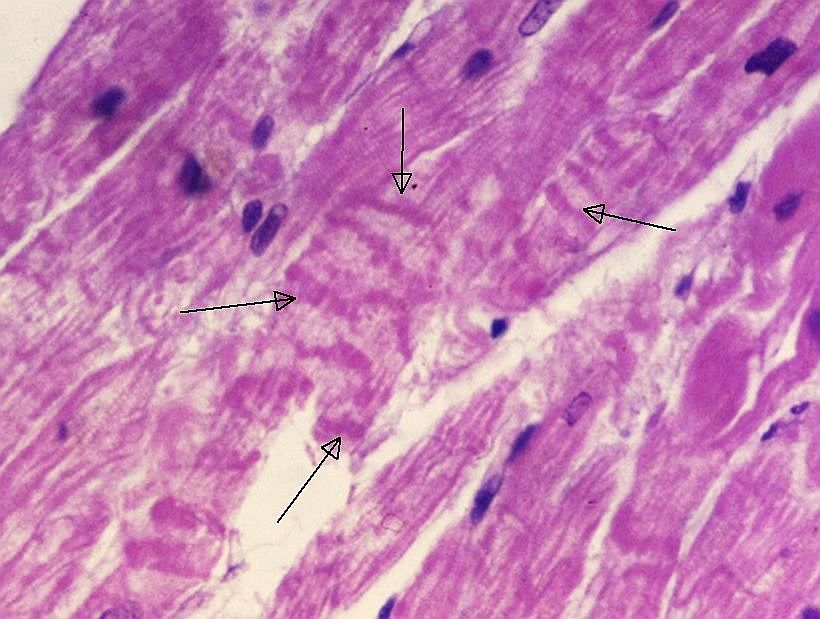
Necrosi coagulativa (en bandes de contracció) a un miocardi. Microscopi òptic. 300X. Tinció d'HE.

    - Necrosi gangrenosa: Es considera un subtipus de necrosi coagulativa. Apareix freqüentment a les extremitats corporals que perden l'aportació de sang, però pot afectar del tot[54] o en part[55] un òrgan determinat o ser la manifestació cutània d'una colitis ulcerosa,[56] per exemple. No és rara en ella la presència de canvis de liqüefacció concomitants.[57]

  - Necrosi amb liqüefacció: En aquest cas es produeix una autòlisi ràpida que fa que la zona necrosada quedi liquada i amb una gran quantitat de neutròfils i de restes cel·lulars. Es veu sovint en infarts cerebrals, en l'encefalomalàcia multiquística[58] i en infeccions que han causat abscessos.[59]
  - Necrosi grassa:
    - Traumàtica: No és habitual, es produeix per un traumatisme que sobrepassa les capacitats d'adaptació cel·lular.[60] Es veu ocasionalment en lesions mamàries,[61] causades per contusió,[62] complicacions de procediments diagnòstics invasius[63] o radioteràpia.[64] La necrosi grassa pericardíaca és una afecció inusual i d'etiologia poc clara que causa dolor toràcic sobtat en persones sense alteracions electrocardiogràfiques significatives.[65]
    - Enzimàtica: Es produeix quan els enzims digestius (lipasa, peptidasa, etc.) són alliberats al medi sense control o s'activen en un lloc no apte. Es dona per exemple en la pancreatitis.[66]

  - Necrosi caseificant: És la necrosi produïda típicament en la tuberculosi pel bacil de Koch, en la qual s'observa sempre càseum, una barreja de microbis morts, fragments cel·lulars, limfòcits i macròfags.[67] També es pot trobar a la zona central de les gomes de la sífilis terciària[68] i en els granulomes de la lepra neurítica pura (una forma poc comuna de la malaltia limitada a l'afectació dels nervis perifèrics).[69]
  - Necrosi avascular (osteonecrosi). És una particular condició degenerativa caracteritzada per la mort dels components cel·lulars de l'os com a resultat de la interrupció del flux sanguini subcondral.[70] Els individus que prenen corticoides durant un llarg període[71] o amb factor V de Leiden són propensos a desenvolupar aquesta necrosi en el maluc.[72] L'osteonecrosi disbàrica apareix en casos de síndrome de descompressió.[73]
  - Necrosi fibrinoide: Té lloc quan es dipositen immunocomplexos en les parets de vasos sanguinis juntament amb fibrina.[74] És pròpia, per exemple, de la malaltia del sèrum,[75] de la nefritis lúpica[76] o de determinades vasculitis.[77] Es pot veure en úlceres laríngiques de contacte,[78] a l'interior dels nòduls granulomatosos pulmonars de l'artritis reumatoide[79] i, amb una intensitat variable i juntament amb canvis de degeneració hialina, en les placentes de dones diabètiques o hipertenses.[80]

A nivell ultraestructural, les primeres alteracions cel·lulars pròpies d'una necrosi irreversible consisteixen —grosso modo— en una gran dilatació dels mitocondris, condensacions de la matriu intracel·lular i una distribució cromatínica al nucli especial i diferent a la de l'apoptosi.
Quan els teixits necrosats són colonitzats per microorganismes patògens, generalment bacteris (clostridis, estreptococs, alguns estafilococs i vibrions) es produeix la putrefacció amb el despreniment d'olors desagradables característiques de la descomposició de les proteïnes i els greixos, deguts sobretot a la formació de dues amines biògenes amb capacitat citotòxica, la putrescina i la cadaverina. Un exemple patognomònic d'això és la mionecrosi clostridiana.
- Apoptosi: És la mort cel·lular programada genèticament.[87] En aquest fenomen una sèrie d'esdeveniments fisiològics o patològics generen uns canvis bioquímics en la cèl·lula i aquesta «decideix» la seva pròpia mort d'una forma ordenada,[88] degradant-se en petites vesícules envoltades per una membrana plasmàtica modificada (cossos apoptòtics)[89] que seran fagocitades pels macròfags per mitjà d'un procés anomenat eferocitosi,[90] sense major repercussió en el teixit circumdant.[91] La ràpida fagotització dels cossos apoptòtics evita que es generi una resposta autoimmunitària contra antígens danyats o desplaçats cap a la bicapa lipídica modificada de la membrana cel·lular.[92] Algunes vegades, però, el mecanisme macrofàgic de protecció de l'homeòstasi pot no ser prou eficaç a causa d'una fagocitosi insuficient o per l'existència d'un excés de cossos apoptòtics. Quan ocorre això, l'elevada quantitat de restes cel·lulars activa la resposta inflamatòria i desenvolupa el procés d'autoimmunitat. Aquest conjunt de fets es dona, per exemple, en malalts de càncer o amb glomerulonefritis.[93] L'apoptosi es denomina col⋅loquialment «suïcidi cel·lular».[94] L'apoptosi hepatocitària es caracteritza per la presència de cossos de Councilman,[95] uns acúmuls intracitoplasmàtics de material eosinòfil dens que es veuen en malalties que danyen greument el fetge, entre elles les hepatitis víriques[96] i la febre groga.[97] L'apoptosi dels glòbuls vermells rep el nom d'eriptosi.[98] Pot ser conseqüència del normal envelliment dels eritròcits o estar induïda per un ampli ventall de trastorns hematològics d'indole genètica o no,[99] estrès oxidatiu,[100] síndromes metabòliques,[101] contaminacions ambientals, determinats medicaments,[102] deficiències enzimàtiques[103] o vitamíniques i infeccions,[104] com ara la malària.[105] L'emperitosi només es veu en les cel·lules del sistema immunitari amb activitat citotòxica que expressen la cisteïna proteasa granzima B[106] i el terme designa una singular forma d'apoptosi cèl·lula a cèl·lula, descrita l'any 2013.[107] L'apoptosi independent de caspases és una modalitat de mort apoptòtica que no requereix l'activació d'aquests enzims pertanyents a la família de les proteases i que es desencadena a partir de la sortida al citosol de determinats factors mitocondrials pro-apoptogènics.[108] La ferroptosi és un altre tipus de mort cel·lular programada depenent del ferro.[109] Es caracteritza per l'acumulació de productes de la peroxidació lipídica, apareix en diverses neoplàsies malignes[110] i té moltes diferencies bioquímiques amb l'apoptosi habitual.[111] L'anoikis és un procés molt semblant a l'apoptosi induït per interaccions anòmales entre les cel·lules i la seva matriu extracel·lular.[112] La paraptosi és una altra forma específica de mort cel·lular programada sense les alteracions típiques de l'apoptosi. Es distingeix d'aquesta per la presència de vacúoles citoplasmatiques i l'absència de condensació cromatínica i de fragmentació cel·lular. Sol aparèixer com a resposta a l'hiperactivació de determinats receptors de factors de creixement cel·lular.[113] La NETosi és un tipus de mort cel·lular regulada no apoptòtica de naturalesa immunitària innata, en el qual es produeix un suïcidi dels neutròfils per combatre una infecció i que comporta l'alliberament de les anomenades trampes extracelul·lars de neutròfils (en anglès Neutrophil Extracellular Trap), formades fonamentalment per una xarxa de fibres d'ADN d'aquests granulòcits amb la funció primordial d'immobilitzar i neutralitzar els agents patògens.[114]